# Višnjevac (Serbia)
Višnjevac  (cyr. Вишњевац, węg. Meggyes) – wieś w Serbii, w Wojwodinie, w okręgu północnobackim, w mieście Subotica. W 2011 roku liczyła 543 mieszkańców.